# Powiat strzeliński
Powiat strzeliński är ett politiskt och administrativt distrikt (powiat) i sydvästra Polen, tillhörande Nedre Schlesiens vojvodskap. Befolkningen uppgick till 44 393 invånare år 2013. Huvudort och största stad är Strzelin.

## Kommunindelning
Distriktet indelas i fem kommuner (gminy), varav två stads- och landskommuner och tre landskommuner.
| Stads- och landskommuner - Strzelin - Wiązów Landskommuner - Borów - Kondratowice - Przeworno | Kommunindelning |